# Mydaea cresa
Mydaea cresa är en tvåvingeart som beskrevs av John Otterbein Snyder 1949. Mydaea cresa ingår i släktet Mydaea och familjen husflugor. Inga underarter finns listade i Catalogue of Life.